# Nyschnja Chortyzja
Der Ort Nyschnja Chortyzja (ukrainisch Нижня Хортиця; deutsch: Niederchortitza) liegt in der Oblast Saporischschja in der Ukraine. Er geht auf eine Siedlung deutschsprachiger Mennoniten zurück.

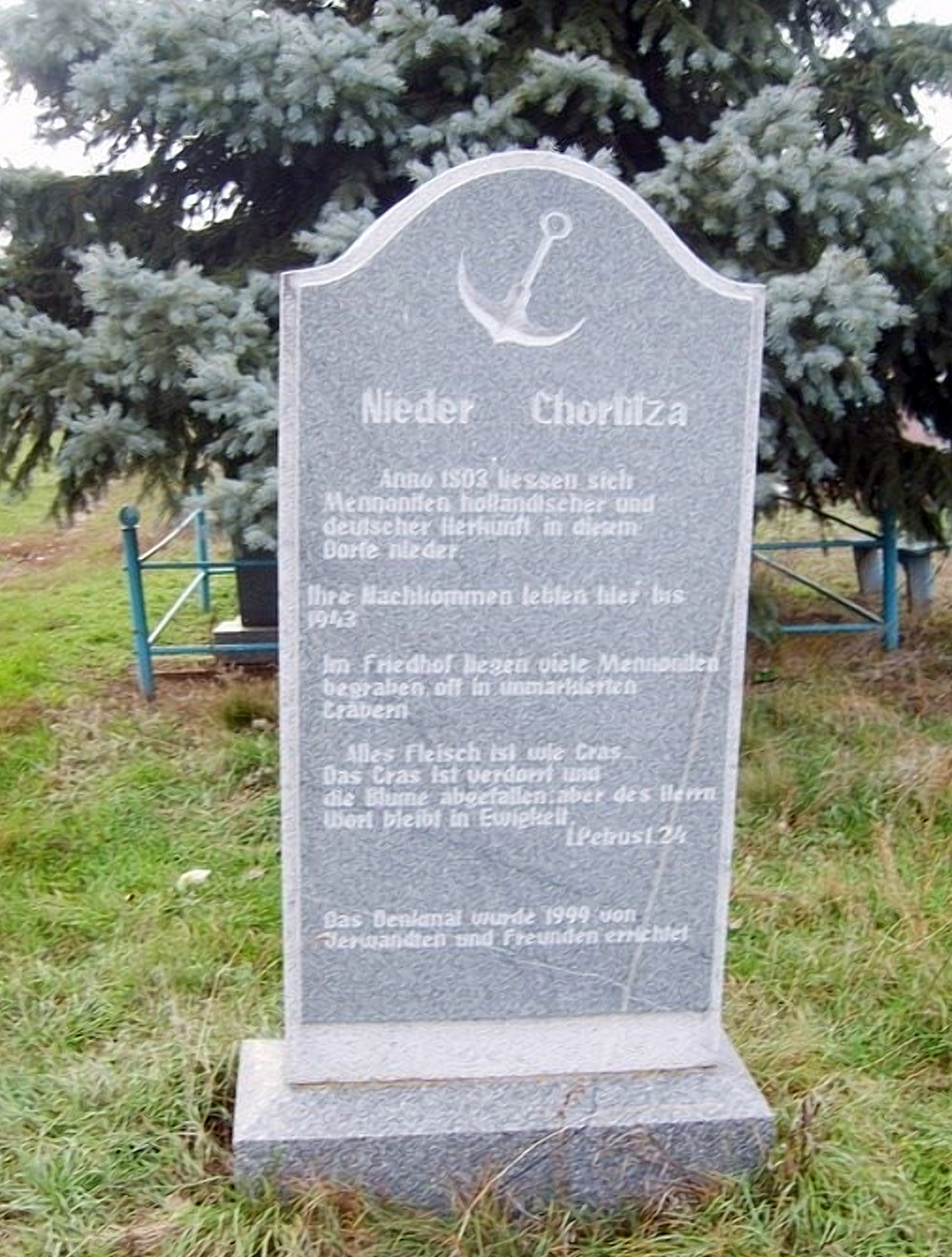
Gedenkstein Niederchortitza

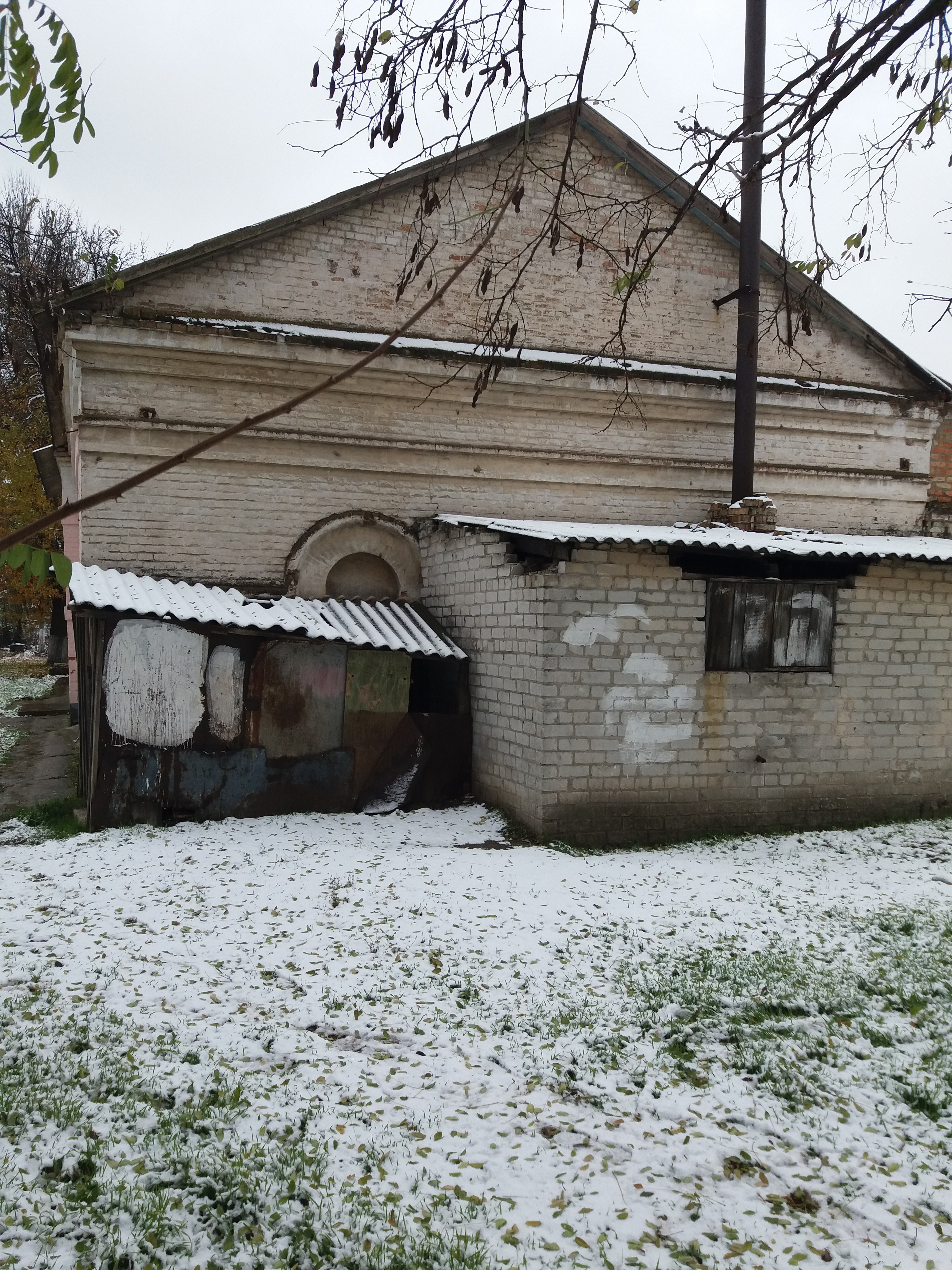
Gebäude der der Wiebe-Mühle

Der Ort Niederchortitza wurde 1803 von 30 Familien aus anderen Siedlungen der Kolonie Chortitza am Fluss Untere Chortitza angelegt, unweit der Mündung des Flüsschens in den Dnepr. Das Land wurde von der Regierung zur Besiedlung freigegeben. Bis eine kleine Kirche gebaut wurde, fanden Gottesdienste in der Dorfschule statt. Der Ort hatte zwei Läden und eine ein Getreidemühle von Kornelius Wiebe. Ein Teil des Ortes in Flussnähe oft überflutet und es wurde geplant, einige Höfe umzusiedeln, welcher Plan aber nicht umgesetzt wurde. Im Ort sind heute noch einige der Mennonitenbauten erhalten. In der Nähe eines 1999 aufgestellten Gedenksteins befinden sich auch einige Grabplatten mit deutschen Inschriften. Von der Wiebe-Mühle ist noch ein Gebäude erhalten. Auch das ehemalige Haus H. Krause neben der Mühle, das Haus F. Neustater und ein weiteres mennonitisches Wohnhaus gegenüber der Mühle, mit gemauerten Wänden und Fenstern mit dekorativen Holzrahmen sind erhalten. Der Getreidespeicher wird noch genutzt.